# Jürgen Krüger (Kunsthistoriker)
Jürgen Krüger (* 27. Oktober 1950 in Rielasingen) ist ein deutscher Kunsthistoriker und Hochschullehrer am Karlsruher Institut für Technologie (KIT). Er ist bekannt als Autor und Verleger für Literatur zur Architektur und Denkmalpflege mit einem Schwerpunkt auf der Kunst des Mittelalters und der Architektur des 19. und 20. Jahrhunderts. 

## Leben
Jürgen Krüger studierte von 1974 bis 1978 Kunstgeschichte, Geschichte und Archäologie an der Universität Würzburg und ging danach bis 1980 als Doktorand an die Bibliotheca Hertziana – Max-Planck-Institut für Kunstgeschichte, einer Außenstelle der Max-Planck-Gesellschaft in Rom. 1983 wurde er promoviert und veröffentlichte seine Dissertation über das Kloster San Lorenzo Maggiore in Neapel. Nachfolgend arbeitete er von 1984 bis 1992 als Assistent an der Bibliotheca Hertziana, am Kunsthistorischen Institut der Universität Freiburg und am Kunsthistorischen Institut der Universität Karlsruhe.
1993 erfolgte die Habilitation in Karlsruhe, danach besetzte er verschiedene Gastdozenturen und Vertretungsprofessuren in Jena, Heidelberg, Würzburg, Bochum, Trier, Regensburg, Landau und Erlangen. Im Jahr 2000 wurde er zum Professor für Kunstgeschichte an der Universität Karlsruhe, dem heutigen Karlsruher Institut für Technologie (KIT) ernannt.

## Wirken
Sein Hauptaugenmerk liegt auf der Architekturgeschichte, im Speziellen auf dem Kirchenbau in Deutschland, Italien und im Heiligen Land. Zusammen mit Volker Herzner hat er ab 1995 das Journal für Kunstgeschichte herausgegeben.
Er arbeitete außerdem unter anderem an verschiedenen Ausstellungsprojekten wie der Ausstellung Spätmittelalter am Oberrhein und Das Nibelungenlied und seine Welt im Badischen Landesmuseum sowie Rheinromantik  auf der Festung Ehrenbreitstein in Koblenz mit.
Im Jahr 2005 gründete Krüger die Firma arte factum Verlag und Kulturmanagement, deren Funktion zahlreiche Tätigkeiten umfasst. Im Verlag werden Bücher und Kleinschriften zur Kunst- und Kulturgeschichte herausgegeben. Im Bereich des Kulturmanagements organisiert Krüger Tagesfahrten im süddeutschen Raum und mehrtägige Studienreisen in Europa. Ferner hält Krüger Vorträge zu Kultur- und Kunstgeschichte bei verschiedenen Bildungseinrichtungen (u. a. Volkshochschulen und kirchliche Bildungsträger).

## Veröffentlichungen (Auswahl)
- S[an] Lorenzo Maggiore in Neapel. Eine Franziskanerkirche zwischen Ordensideal und Herrschaftsarchitektur. Studien und Materialien zur Baukunst der ersten Anjou-Zeit. Coelde, Werl/Westfalen 1986, ISBN 3-87163-157-4 (Dissertation).
- Rom und Jerusalem. Kirchenbauvorstellungen der Hohenzollern im 19. Jahrhundert. Akademie-Verlag, Berlin 1995
- Evangelische Erlöserkirche Jerusalem. Schnell und Steiner, Regensburg 1997
- Evangelisch-lutherische Christuskirche Rom. Schnell und Steiner, Regensburg 1999
- Die Grabeskirche zu Jerusalem. Geschichte – Gestalt – Bedeutung. Schnell und Steiner, Regensburg 2000
- Synagogen in Baden-Württemberg. 2 Bände. Konrad Theiss Verlag, Stuttgart 2007
- Die Lutherkirche in Karlsruhe. Arte Factum, Karlsruhe 2007
- Die Dormitio-Basilika in Jerusalem. Arte Factum, Karlsruhe 2007
- Klosterlandschaft Maulbronn. Arte Factum, Karlsruhe 2008
- Evangelisch in Rom. Vandenhoeck & Ruprecht, Göttingen 2008
- Die evangelisch-lutherische Christuskirche in Bozen – eine Kirche auf dem Weg in die Moderne. Arte Factum, Karlsruhe 2010
- Die Madrider Friedenskirche im Kontext. Arte Factum, Karlsruhe 2010
- Jakobskirche Wolfartsweier – eine Kirche im Wandel. Arte Factum, Karlsruhe 2012
- Die Erlöserkirche in Gerolstein. Ein Beispiel für das Kirchenbauprogramm Kaiser Wilhelms II. Verlag Langewiesche, Königstein i. Ts. 2013, ISBN 978-3-7845-0593-0 (Die Blauen Bücher).
- Evangelisch in Rom. Der etwas andere Reiseführer. (Zusammen mit Michael Meyer-Blanck). Zweite durchgesehene und aktualisierte Ausgabe. Mit einem beigefügten Stadtplan. cmz-Verlag. Rheinbach 2013. ISBN 978-3-87062-141-4.
- Luthers Rom. Verlag Philipp von Zabern, Darmstadt 2015
- Kirchen in Karlsruhe und die Synagoge. Verlag Regionalkultur, Ubstadt-Weiher 2015